# Teile einer Segelyacht
Diese Tabelle zeigt bildlich die Teile einer Segelyacht mit den zugehörigen Fachbegriffen.
Wie in der Schifffahrt generell, sind auch im Segeln viele Fachausdrücke üblich (siehe Liste seemännischer Fachwörter). Die wichtigsten Fachbegriffe für die Teile einer Segelyacht stehen in den folgenden Tabellen, zusammen mit einer kurzen Erklärung der Funktion. Ebenfalls aufgeführt sind die entsprechenden englischen Namen, wie sie im internationalen Gebrauch üblich sind.

## Teile des Bootes

Ansicht von Steuerbord

Ansicht von Steuerbord achtern

Ansicht von achtern

Bezeichnung der wichtigsten Fallen

Deckslayout und Beschläge an Deck

Unter Deck

Diese Tabelle führt die Hauptbestandteile einer Segelyacht auf. In der Realität sind zwar häufig keine zwei Boote genau identisch, diese Teile finden sich aber in der einen oder anderen Form auf der überwiegenden Zahl der Boote. Die Nummern sind in allen Diagrammen identisch, so dass sich die Positionen in den verschiedenen Ansichten vergleichen lassen.
| Nummer | Deutsche Bezeichnung             | Detail-Bild                                                 | Bemerkungen | Englische Bezeichnung                                      |
| ------ | -------------------------------- | ----------------------------------------------------------- | --- | ---------------------------------------------------------- |
| 1      | Großsegel                        | Yacht nur mit gesetztem Großsegel                           | Ein Schratsegel mit Hochtakelung | main sail                                                  |
| 2      | Vorsegel                         |                                                             | Das Vorsegel eines Einmasters ist eine Fock oder eine Genua | jib oder genoa                                             |
| 3      | Spinnaker                        |                                                             | Bauchiges Vorsegel, kann anstelle von Fock oder Genua bei Vorwindkurs eingesetzt werden | spinnaker                                                  |
| 4      | Rumpf                            |                                                             | Besteht klassischerweise aus Holz, heute aber fast ausschließlich aus Kunststoff, selten aus Aluminium oder Stahl | hull                                                       |
| 5      | Kiel                             | Balastkiel                                                  | Wirkt der Krängung und der Abdrift entgegen und ist Voraussetzung dafür, gegen den Wind aufkreuzen zu können | keel                                                       |
| 6      | Ruder                            |                                                             | Ist mit der Pinne oder bei größeren Schiffen mit dem Steuerrad verbunden und dient der Richtungsänderung. Fachsprachlich korrekt wird ein Ruderboot mit Riemen bedient. | rudder                                                     |
| 7      | Propeller mit Welle              | Vor dem Ruder ist die Welle mit dem Propeller zu sehen      | Heute sind zwei mechanisch unterschiedliche Ausführungen üblich: L-Trieb mit gerader Welle und Saildrive, bei dem der Propeller an einer Art Gondel hängt. Getrieben wird der Propeller von einem Schiffsdieselmotor und gesteuert in der Regel über eine Einhebelschaltung im Cockpit                                                                                             | propeller                                                  |
| 8      | Baumniederholer                  |                                                             | Verhindert das unkontrollierte Steigen des Baumes auf Vorwindkursen. Kann als einfache Talje (Flaschenzug) ausgelegt sein oder als sogenannter Rodkicker, der auch das Herunterfallen des Baums verhindert | vang                                                       |
| 9      | Fockschoten                      |                                                             | Je eine Schot führt vom Schothorn des Vorsegels zur Fockwinsch (28) auf jeder Seite. Damit wird das Vorsegel eingestellt | jib sheets                                                 |
| 10     | Spinnakerbaum                    |                                                             | Beim Fahren unter Spinnaker verwendet | spinnaker pole                                             |
| 11     | Vorstag                          |                                                             | Sichert den Mast gegen hinten, an ihm wird auch das Vorsegel aufgezogen | fore stay                                                  |
| 12     | Wanten                           |                                                             | Halten den Mast in Querschiffsrichtung, aufgeteilt in Ober-(12a) und Unterwanten(12b). Bis zu drei Paare sind üblich. | shrouds                                                    |
| 13     | Salinge                          | Mast mit drei Paar Salingen                                 | Spreizen die Wanten auseinander, um die Zugrichtung der Kräfte zu optimieren. Größere Segelschiffe haben mehrere Paare | spreader                                                   |
| 14     | Mast                             |                                                             | Traditionell aus Holz, heute meist aus Aluminium oder aus Karbon. Letzteres wegen des hohen Preises vorwiegend bei Rennjachten. Der Mast wird entweder durch das Deck direkt auf den Kiel gestellt oder steht auf dem Deck, wobei auch dann eine Maststütze darunter durch die Kabine geführt werden, um Kräfte aufzunehmen.                                                       | mast                                                       |
| 15     | Verklicker                       |                                                             | Zeigt die Richtung des scheinbaren Windes an und hilft so dem Steuermann, den optimalen Kurs zu halten | telltale                                                   |
| 16     | Achterstag                       |                                                             | Sichert den Mast gegen vorne, kann auch als Trimmeinrichtung zur Einstellung des Mastfalls (Krümmung des Mastes) dienen | standing backstay (das running backstay wäre ein Backstag) |
| 17     | Großbaum                         | Großbaum mit Großschot                                      | Wie der Mast traditionell aus Holz, heute meist aus Aluminium | boom                                                       |
| 18     | Großschot                        | Mehrfach untersetzte Großschot                              | Dient der Einstellung des Großsegels, wird mit einem Flaschenzug oder einer Winsch bedient. | main sheet                                                 |
| 19     | Dirk                             |                                                             | Verhindert, dass der Baum aufs Deck fällt, wenn das Segel nicht gesetzt ist. | topping lift                                               |
| 20     | Vorsegel-Reffleine               |                                                             | Die meisten Yachten sind heute mit einer Rollreffanlage für das Vorsegel ausgestattet. Die Leine ermöglicht es, das Segel sicher vom Cockpit aus ein- und auszurollen. | reefing line                                               |
| 21     | Cunninghamstrecker               |                                                             | Eher selten gebrauchte Hilfsleine zum besseren Spannen des Vorlieks des Großsegels | Cunningham rope                                            |
| 22     | Großfall                         |                                                             | Dient zum Setzen des Großsegels. Durch Ziehen am Fall wird das Segel geheißt | main halyard                                               |
| 23     | Fockfall                         |                                                             | Dient zum Setzen des Vorsegels. Ist eine Rollreffanlage vorhanden, bleibt das Segel üblicherweise vorgeheißt und das Fall wird unterwegs nicht mehr benötigt | jib halyard                                                |
| 24     | Pinne mit Ruderstock             |                                                             | Mit der Pinne wird das Schiff gesteuert. Yachten ab etwa 10 Metern Länge haben üblicherweise stattdessen ein oder gar zwei Steuerräder. | tiller                                                     |
| 25     | Heckkorb                         | Heckkorb mit Mann-über-Bord-Boje                            | Achterer Abschluss des Seezauns, dient oft auch der Befestigung eines Rettungswurfgeräts | pushpit                                                    |
| 26     | Badeleiter                       |                                                             | Meist fest am Heck angebrachte Klappleiter, um ins Wasser oder aus dem Wasser zu steigen. Ihre Eignung als Rettungsleiter, wie sie teilweise auch genannt wird, ist umstritten, denn geschwächte Personen können sie oft nicht mehr benützen. Im Seegang kann das schlagende Heck zudem jemanden verletzen.                                                                        | boarding ladder                                            |
| 27     | Heckklampen                      |                                                             | Dienen dem Festmachen des Schiffes im Hafen | stern cleats                                               |
| 28     | Fockwinschen                     | Mehrere Reihen Schotwinschen auf einer Rennjacht            | Je eine Winsch an Backbord und an Steuerbord dient der Einstellung des Vorsegels. Größere Yachten können zusätzlich separate Winschenpaare für Spinnakerschoten, Kutterschoten oder Großschot haben | jib winches                                                |
| 29     | Steckschott                      |                                                             | Holz- oder Kunststoffbrett, dass in den Niedergang gesteckt wird, um ihn zu verschließen oder zu verhindern, dass Wasser eindringt | bulkhead                                                   |
| 30     | Schiebeluk                       |                                                             | Horizontal verlaufende Abdeckung des Niedergangs. | sliding hatch                                              |
| 31     | Arbeitswinschen                  |                                                             | Die vordersten Winschen, üblicherweise auf dem Kajütdach, heißen Arbeits- oder Fallwinschen, da sie situationsbedingt zur Bedienung von diversen Leinen dienen. Die Enden der diversen Fallen, Reffleinen und Strecker enden auf dem Kajütdach und werden dort von Fallenstoppern gehalten. Die gerade benötigte Leine wird auf die Winsch gelegt und damit geholt (daran gezogen) | halyard winches                                            |
| 32     | Vorluk                           |                                                             | Transparente Klappe, die Licht und frische Luft unter Deck bringt. Das Luk kann wasserdicht verschlossen werden, so dass auch bei starkem Seegang kein Wasser eindringt. Kann als Notausgang dienen. | hatch                                                      |
| 33     | Bugklampen                       |                                                             | | bow cleats                                                 |
| 34     | Bugkorb                          | Bugkorb mit Positionslaterne und Vorsegelrollanlage         | Vorderer Abschluss des Seezaun, trägt üblicherweise die vorderen Positionslaternen | pullpit                                                    |
| 35     | Reling / Seezaun                 |                                                             | Soll primär verhindern, dass jemand über Bord fällt. Für seegehende Yachten muss die Reling mindestens 60 cm hoch sein und zwei Durchzüge haben. Da die Reling ein Überbordfallen nicht hinreichend verhindern kann, wird das Tragen von Rettungswesten und Lifebelt empfohlen. | railing oder guard rail                                    |
| 36     | Fockschotleitschiene             |                                                             | Die Schot läuft durch eine über die Schiene verstellbare Rolle, dadurch kann der Winkel der Schot zum Segel eingestellt werden | track for foresail sliders                                 |
| 37     | Traveller                        |                                                             | Quer durchs Cockpit führende Schiene, an der die Umlenkrolle für die Großschot befestigt ist. Dient dem Segeltrimm | traveller                                                  |
| 38     | Schiffsmaschine                  | Yacht-Dieselmotor von der Wartungsöffnung aus gesehen       | Yachten sind aus Sicherheitsgründen fast ausschließlich mit Dieselmotoren ausgerüstet. | main engine                                                |
| 39     | Hundekoje                        |                                                             | Eine unter dem Cockpit verbaute Koje. Bei größeren Schiffen sind achtern ein oder gar zwei vollwertige Schlafzimmer vorhanden | quarter berth                                              |
| 40     | Navigationsecke                  |                                                             | Kartentisch für die Navigation und Arbeitsplatz des Navigators. Er hat heute typischerweise ein UKW-Funkgerät, ein Radar und einen Kartenplotter zur Verfügung. Von hier aus lassen sich auch die Lichter des Schiffes sowie weitere Verbraucher wie Kühlaggregate schalten. Häufig ist auch eine Anzeige für Treibstoff- und Trinkwasservorräte und die Batterieladung vorhanden. |                                                            |
| 41     | Seitenkojen                      |                                                             | Sitzgelegenheiten für die Crew, können auch als Schlafgelegenheiten dienen. Für geruhsamen Schlaf während der Fahrt sind Leesegel unabdingbar (ein Tuch, das vor die Koje gespannt wird) | berths                                                     |
| 42     | Staumöglichkeiten                |                                                             | Diverse Staumöglichkeiten für Kleider, Ausrüstung und Verpflegung sind als Schränke oder als verschließbare Fächer über den Seitenkojen angeordnet | lockers                                                    |
| 43     | Vorschiffskojen                  |                                                             | Im Vorschiff findet sich üblicherweise eine Doppelkoje. Auf großen Yachten können im Vorschiff auch noch weitere Kabinen untergebracht sein | berths                                                     |
| 44     | Ankerkasten mit Kollisionsschott |                                                             | Die Ankerkette wird in einem abgetrennten Bereich des Vorschiffs gestaut. Ein Schott unmittelbar hinter dem Kettenstauraum verhindert, dass das Schiff sinkt, wenn der Bug durch eine Kollision beschädigt wird | anchor locker                                              |
| 45     | Seetoilette                      | Waschraum an Bord eines Katamarans.                         | Die Toilette wird entweder manuell mit einer Handpumpe oder elektrisch gespült. Weil das Einleiten von Fäkalien in die See in Küstennähe oder auf Binnenseen meist verboten ist, wird ein Auffangbehälter verwendet, der in Marinas leergepumpt werden kann. | head                                                       |
| 46     | Esstisch                         |                                                             | Der Tisch ist auf kleineren Booten meist klappbar, um den Zugang zum Vorschiff zu erleichtern. Schlingerleisten (überhöhte Kanten) sollen verhindern, dass sich Dinge im Seegang verselbständigen |                                                            |
| 47     | Pantry                           |                                                             | In der Pantry wird das Essen zubereitet. Der Herd wird üblicherweise mit Gas oder Brennsprit betrieben und ist kardanisch gelagert, damit die Töpfe auch bei Krängung eben stehen. Eine Waschgelegenheit ist auch vorhanden. | galley                                                     |
| 48     | Backskiste                       |                                                             | Vom Cockpit aus zugängliche Stauräume für größere Ausrüstungsgegenstände wie Fender, Leinen oder Reserveanker | locker seat                                                |
| 49     | Bugspriet                        | Das Bild zeigt ein Schiff mit einer hölzernen Spiere am Bug | Bugverlängerung zum Anschlagen zusätzlicher Segel. Insbesondere bei Holzbooten auch als Klüverbaum bekannt. | bowsprit                                                   |

## Zusätzliche Decksausrüstung
| Deutsche Bezeichnung         | Detail-Bild                      | Bemerkungen | Englische Bezeichnung                           |
| ---------------------------- | -------------------------------- | --- | ----------------------------------------------- |
| Beiboot                      | Beiboote am Anleger eines Hafens | Dient dem Übersetzen von Mannschaft oder Proviant, wenn das Schiff auf Reede liegt. Damit es bei längeren Ozeanpassagen gut verstaut werden kann, häufig ein Schlauchboot.                | dinghy (Ein sailing dinghy ist aber eine Jolle) |
| Block                        |                                  | Eine Umlenkrolle für Seile nennt man Block. Mehrere Blöcke können kombiniert sein, um Taljen zu bilden                                                                                    | block, pulley                                   |
| Fallenstopper / Curryklemmen |                                  | Fallenstopper oder Curryklemmen helfen dabei, Leinen unter Last festzumachen. Dies ist bequemer, als sie jedes Mal festknoten zu müssen.                                                  | halyard stopper                                 |
| Tauwerk                      |                                  | Seile heißen auf einem Schiff „Tau“ oder „Leine“. Sie werden für viele verschiedene Zwecke benötigt, unter anderem zum Setzen und Einstellen der Segel oder zum Festmachen an einem Steg. | rope                                            |

## Sicherheitsausrüstung
Mit dem Ausdruck gute Seemannschaft haben drücken Wassersportler aus, dass jemand sein Boot mit Verantwortung und Umsicht führt und auch der nötigen Sicherheitsausrüstung angemessene Beachtung schenkt. Segeln ist ein sicherer Sport, aber wenn einmal etwas schiefgeht, sind das Schiff und die Crew oft auf sich allein gestellt, denn Hilfe kann Stunden oder Tage entfernt sein. Die folgende Tabelle zeigt einige der Ausrüstungsgegenstände, die explizit der Sicherheit dienen und nicht selbsterklärend sind – Eine umfangreichere Liste an empfohlener Sicherheitsausrüstung findet sich im entsprechenden Artikel.
| Deutsche Bezeichnung         | Detail-Bild                | Bemerkungen | Englische Bezeichnung |
| ---------------------------- | -------------------------- | --- | --------------------- |
| Rettungsweste mit Lifebelt   |                            | Erhöht die Zeit, die bei einem Fall über Bord zur Rettung bleibt. Der Gurt kann effektiv verhindern, dass jemand überhaupt über Bord fällt.                        | life west             |
| Pütz                         |                            | Ein normaler Eimer mit einem Stück Tau am Henkel. Hat vielerlei Nutzen: Deck schrubben, Feuer löschen, Wasser lenzen                                               |                       |
| Signalfackeln, Signalraketen |                            | Dienen auf See der Signalisation, beispielsweise im Seenotfall. Pyrotechniksignalmittel sind vielerorts nicht mehr frei erhältlich, da sie oft missbraucht werden. | emergency flare       |
| Radarreflektor               |                            | Ein Radarreflektor kann dazu beitragen, dass ein kleines Schiff besser auf dem Radarschirm anderer Schiffe erkennbar wird                                          | radar reflector       |
| Rettungsinsel                | Aufgeblasene Rettungsinsel | Rettungsfloß, das im Notfall der Evakuation dient. Ersetzt weder das Beiboot, noch macht ein Beiboot diese überflüssig                                             | life raft             |